# Едер Тадей Євстахович
Тадей Євстахович (Олександрович) Едер (17 лютого 1943, Львів — 16 грудня 2023) — генеральний директор — художній керівник Львівського національного академічного театру опери та балету імені Соломії Крушельницької (з 1998 по 2017). Заслужений працівник культури України (1993).
Депутат Львівської міської ради.

## Життєпис
Закінчив Львівське державне музичне училище ім. С. Людкевича (1968) та юридичний факультет Львівського державного університету імені Івана Франка (1974)
1967—1968 рр. — артист оперної студії Львівської консерваторії імені М. Лисенка.
1969—1971 рр. — артист Державної заслуженої хорової капели «Трембіта».
1972—1987 рр. — заступник директора Львівського театру опери та балету.
1988—1997 рр. — директор Львівської обласної філармонії.
1998—2017 рр. — директор Львівського державного академічного театру опери та балету.
Член Ліги творчих спілок Львівщини, голова Ради директорів театрів Львівщини, член вченої ради Львівської музичної академії ім. М. Лисенка, член НСТД України.
Депутат Львівської міської ради. Позапартійний. Був головою фракції Партії регіонів. Член комісії культури, промоції, засобів масової інформації та туризму.

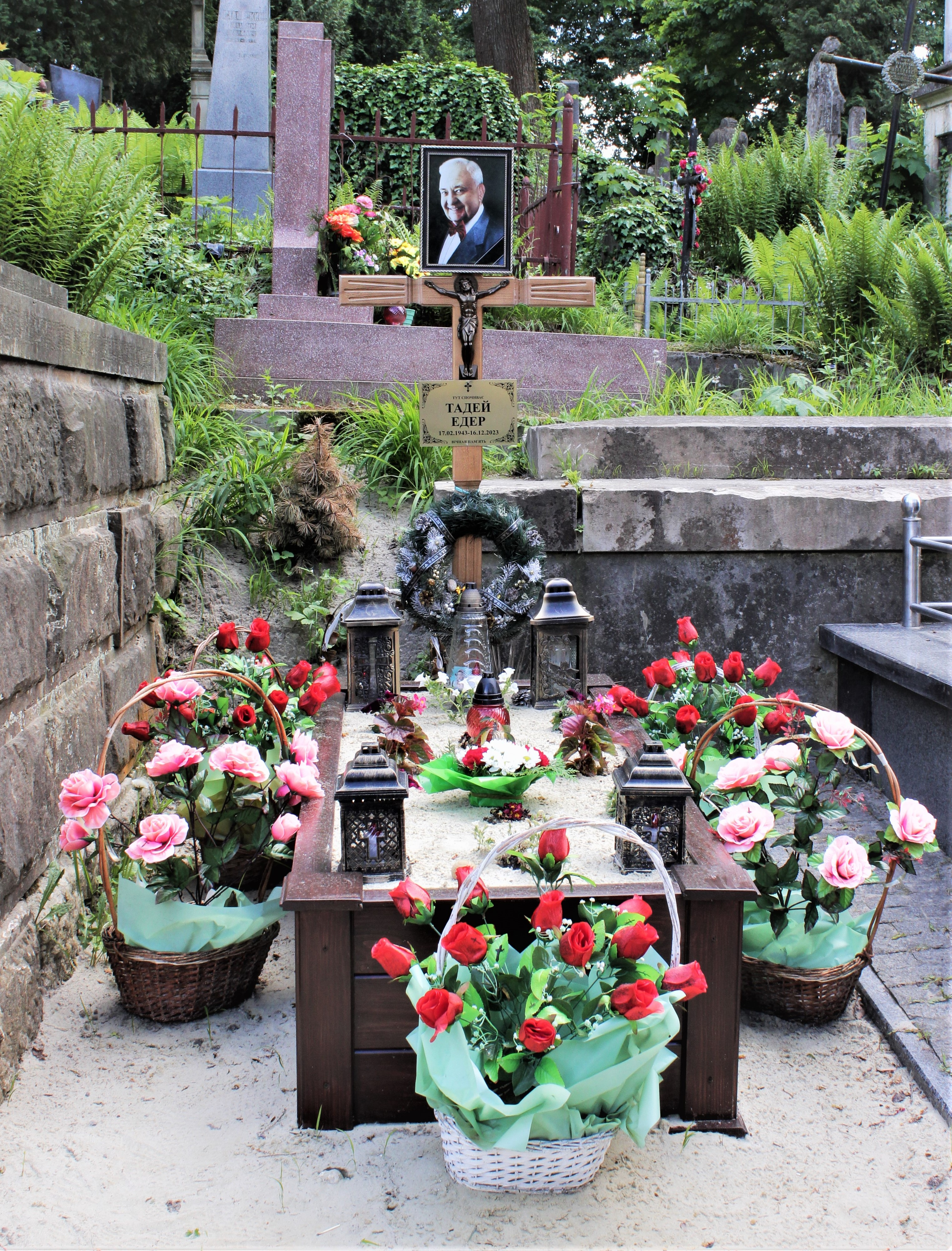
Могила Тадея Едера.

Помер у Львові, похований на полі 8 Личаківського цвинтаря.

## Родина
- Син Павло — суддя Шевченківського райсуду Львова.

## Нагороди
- Орден князя Ярослава Мудрого IV ступеня (15 лютого 2013) — за значний особистий внесок у розвиток вітчизняного театрального мистецтва, багаторічну плідну працю та високий професіоналізм[2]
- Орден князя Ярослава Мудрого V ступеня (15 жовтня 2010) — за значний особистий внесок у розвиток українського театрального мистецтва, багаторічну творчу працю і високий професіоналізм[3]
- Орден «За заслуги» I ступеня (23 червня 2009) — за вагомий особистий внесок у розвиток конституційних засад української державності, багаторічну сумлінну працю, високий професіоналізм у захисті конституційних прав і свобод людини і громадянина[4]
- Орден «За заслуги» II ступеня (18 серпня 2006) — за значний особистий внесок у соціально-економічний, культурний розвиток Української держави, вагомі трудові досягнення та з нагоди 15-ї річниці незалежності України[5]
- Орден «За заслуги» III ступеня (18 жовтня 2000) — за вагомий особистий внесок у розвиток національного оперного та балетного мистецтва, високий професіоналізм[6]
- Заслужений працівник культури України (19 серпня 1993) — за особистий внесок у збагачення української національної культури, високу професійну майстерність[7]
- Орден Дружби (Російська Федерація, 15 лютого 2013) — за великий внесок у збереження та популяризацію російської культурної спадщини, зближення і взаємозбагачення російського і українського народів[8]
- Медаль Пушкіна (Російська Федерація, 31 жовтня 2007) — за великий внесок у поширення, вивчення російської мови, збереження культурної спадщини, зближення і взаємозбагачення культур націй і народностей[9]
- Лауреат міжнародної премії Лео Вітошинського (Австрія), лауреат міжнародної премії Ріхарда Стріхаржа (Німеччина).